# Astacilla marna
Astacilla marna là một loài chân đều trong họ Arcturidae. Loài này được Kensley & Schotte miêu tả khoa học năm 1994.